# Błękitny Wieżowiec
Błękitny Wieżowiec (dříve také Złocisty Wieżowiec, Złoty Wieżowiec) je výšková budova na adrese Plac Bankowy 2 ve Varšavském městském obvodu Warszawa-Śródmieście. Nachází se severně od centra města.
Má 28 pater, výšku po střechu 100 m a po vrchol 120 m. Výstavba budovy byla zahájena na konci 80. let a dokončena byla v roce 1991. Mrakodrap stojí na místě novoklasicistní Velké synagogy (1875-1877, architekt Leander Marconi), kterou nacisté vyhodili do povětří 16. května 1943, což nám připomíná pamětní deska Městského informačního systému (MSI) na zdi této budovy v ulici Tłomacka.